# 李廷璧
李廷璧（？—？），號筠軒，雲南人，清朝官員。

## 生平
李廷璧於1835年（道光15年）接替李慎彝，於台灣擔任台灣府淡水撫民同知。台灣府淡水撫民同知又稱淡水同知，為台灣清治時期的重要地方官員，官職品等為正五品，專司負責北台灣內政，為駐守於淡水廳的地方父母官。因為當時淡水廳管轄區域約今台灣基隆至新竹，因此實為北台灣的統治者。